# Niphona furcata
Niphona furcata là một loài bọ cánh cứng trong họ Cerambycidae.